# Isola Choiseul
L'isola Choiseul, chiamata anche Lauru, è l'isola principale dell'omonima provincia nelle isole Salomone, e si trova tra l'Oceano Pacifico e lo stretto della Nuova Georgia.

## Geografia
Con una superficie di 2.970,7 km² l'isola si colloca al 165º posto tra le isole più grandi del mondo; è prevalentemente montagnosa e boscosa, la cima più alta è il monte Maetambe che arriva a 1.067 metri s.l.m.. Buona parte dell'isola è circondata dalla barriera corallina.

## Storia
Scoperta inizialmente dall'esploratore spagnolo Álvaro de Mendaña nel 1568, l'isola fu chiamata "San Marcos".
200 anni dopo l'esploratore francese Louis Antoine de Bougainville la riscoprì e la rinominò in onore dell'allora Ministro degli affari esteri francese Étienne François de Choiseul